# Throw Down Your Arms
Throw Down Your Arms – płyta Sinéad O’Connor wydana w 2005 roku.
Jest to album o klasycznym brzmieniu reggae. Throw Down Your Arms zawiera kompozycje autorstwa Boba Marleya, Burning Speara, Petera Tosha i Lee „Scratch” Perry'ego. Dobór materiału, który znalazł się na płycie, O’Connor uzasadniła jako „utwory, które inspirowały ją w życiu i pracy przez ostatnie 15 lat”.
Album składa się z dwóch płyt. Pierwsza zawiera oryginalne wersje piosenek. Druga płyta składa się ze zdubowanych utworów z pierwszej płyty urozmaiconych wstępem wypowiedzianym przez Sinéad zaczerpniętym z Biblii.
Płyta została wydana w 42. rocznicę wygłoszenia przez Haile Selassie mowy do Organizacji Narodów Zjednoczonych (4 października 1963).

## Lista utworów
| CD 1 (Oryginalne wersje) | CD 1 (Oryginalne wersje) | CD 1 (Oryginalne wersje) |
| ------------------------ | ------------------------ | ------------------------ |
| 1.                       | „Jah Nuh Dead”           | 3.20                     |
| 2.                       | „Marcus Garvey”          | 3.28                     |
| 3.                       | „Door Peep”              | 3.22                     |
| 4.                       | „He Prayed”              | 3.27                     |
| 5.                       | „Y Mas Gan”              | 3.49                     |
| 6.                       | „Curly Locks”            | 4.22                     |
| 7.                       | „Vampire”                | 4.02                     |
| 8.                       | „Prophet Has Arise”      | 4.26                     |
| 9.                       | „Downpressor Man”        | 5.08                     |
| 10.                      | „Throw Down Your Arms”   | 4.02                     |
| 11.                      | „Untold Stories”         | 3.40                     |
| 12.                      | „War”                    | 4.04                     |

| CD 2 (Wersje zdubowane) | CD 2 (Wersje zdubowane) | CD 2 (Wersje zdubowane) |
| ----------------------- | ----------------------- | ----------------------- |
| 1.                      | „Intro (Mi 4:1-5)”      | 0.57                    |
| 2.                      | „Jah Nuh Dead”          | 3.12                    |
| 3.                      | „Marcus Garvey”         | 3.29                    |
| 4.                      | „Door Peep”             | 3.19                    |
| 5.                      | „He Prayed”             | 3.28                    |
| 6.                      | „Y Mas Gan”             | 3.51                    |
| 7.                      | „Curly Locks”           | 4.17                    |
| 8.                      | „Vampire”               | 4.01                    |
| 9.                      | „Prophet Has Arise”     | 4.24                    |
| 10.                     | „Downpressor Man”       | 5.07                    |
| 11.                     | „Throw Down Your Arms”  | 4.12                    |
| 12.                     | „Untold Stories”        | 3.42                    |
| 13.                     | „War”                   | 4.04                    |